# Cuterebra lopesi
Cuterebra lopesi är en tvåvingeart som beskrevs av Guimaraes 1990. Cuterebra lopesi ingår i släktet Cuterebra och familjen styngflugor. Inga underarter finns listade i Catalogue of Life.